# 竹鶴麗塔
竹鶴麗塔（日语：／ Taketsuru Rita，1896年12月14日—1961年1月17日），原名潔西·蘿貝塔·考恩（英語：Jessie Roberta Cowan），是一名蘇格蘭裔日本企業家，日果威士忌創始人竹鶴政孝的妻子。

## 生平
麗塔出生在東鄧巴頓郡柯金蒂洛赫的一個醫生家庭。她在四個兄弟姊妹中排行老大，其次是妹妹伊莎貝拉·莉蓮·「艾拉」·考恩（Isabella Lillian "Ella" Cowan）、比艾拉小三歲的三女兒露西（Lucy），最後是弟弟坎貝爾（Campbell）。
竹鶴政孝於1918年進入蘇格蘭格拉斯哥大學學習有機化學和應用化學，當時麗塔在大學醫學系就讀的妹妹艾拉請政孝指導她的弟弟坎貝爾學習柔術。政孝和麗塔隨後在考恩家見面。政孝向麗塔表達愛意，並向她透露自己想幫助「在日本釀造真正的威士忌」的願望。1920年1月，他們在登記處舉行簡單的婚禮。結婚後，他們於同年移居日本，並在大阪生活了一段時間。
1934年，政孝在北海道余市町開設酒廠，之後麗塔繼續全心全意地支持他。
雖然麗塔在太平洋戰爭期間因成為日本公民而免於被拘留，並被允許留在余市町，但憲兵隊一直將她作為外國間諜嫌疑人進行監視。他們甚至多次搜查她的家，指控她擁有與盟軍潛艇聯繫的無線電設備。珍珠港事件發生後，鄰居們都開始抬斥她，她在街上無人理睬，孩子們還會向她家丟石頭。
1955年，麗塔患上肝病和肺結核，開始夏天住在余市町，冬天住在政孝到東京出差時居住的神奈川縣逗子市。 然而，1960年秋天她回到余市町，並於1961年1月在那裡去世，享壽64歲。她與丈夫合葬在余市町，丈夫於1979年去世。

## 紀念

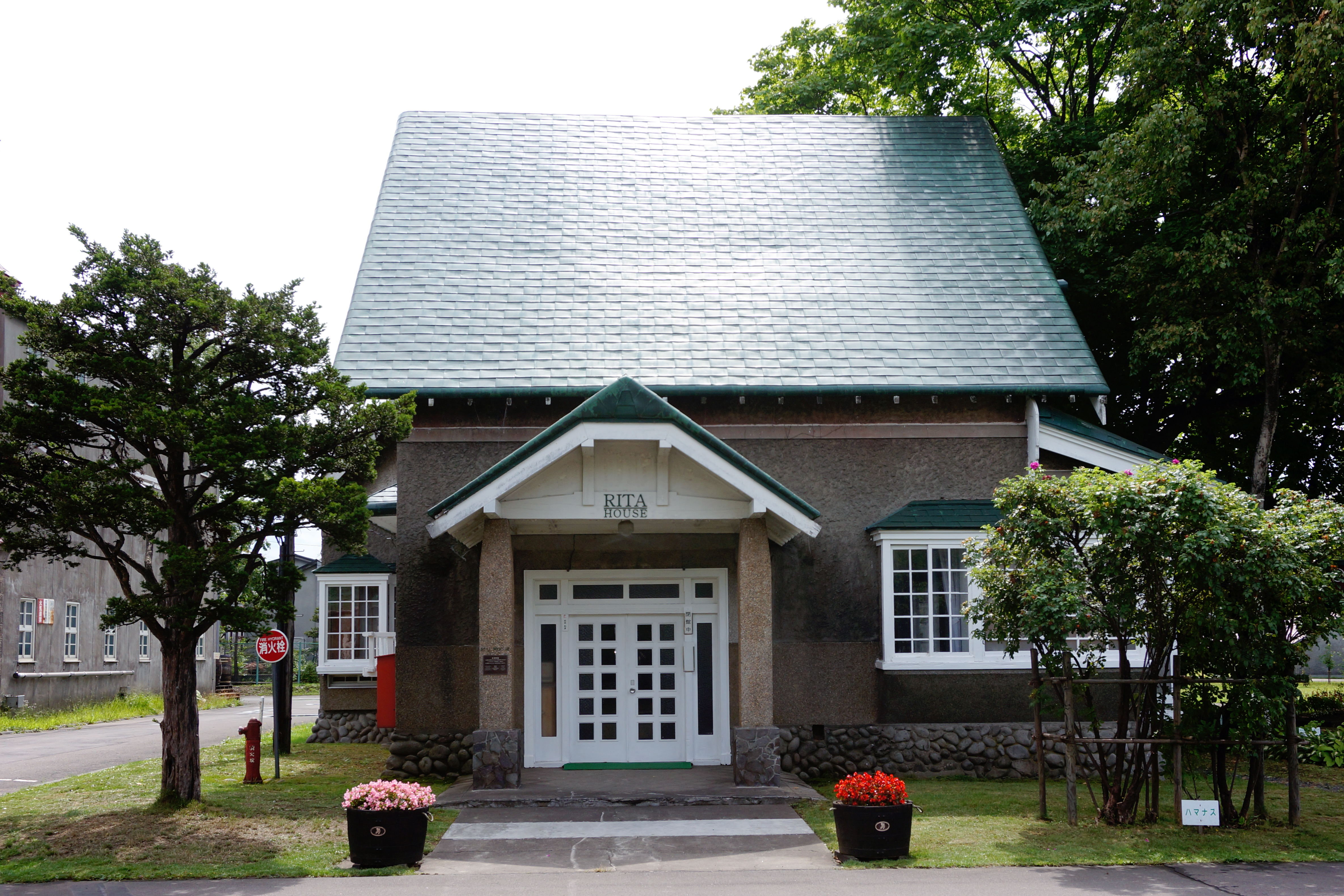
北海道余市町的麗塔故居

麗塔利用從親戚那裡繼承的遺產作為資金，建立了「麗塔托兒所」。
為了紀念她，位於余市町主要火車站前的國道229號被重新命名為「麗塔路」。
余市蒸餾所內的麗塔故居是日本法律指定的有形文化遺產。

## 外部連結
- http://www.scotchmaltwhisky.co.uk/nikkawhisky.htm （页面存档备份，存于）